# گوستاوو فرانچین شیاولین
گوستاوو فرانچین شیاولین (به پرتغالی: Gustavo Franchin Schiavolin) مدافع اهل برزیل است که در شهر کمپیناس و در تاریخ ۱۹ فوریهٔ ۱۹۸۲ به دنیا آمده‌است.
گوستاوو فرانچین شیاولین در تیم‌های فوتبال Guarani سابقهٔ حضور دارد.